# 宋武帝
宋武帝劉裕（363年4月16日—422年6月26日），字德輿，小字寄奴，彭城郡彭城县綏輿里（今江苏省徐州市）人，漢族人，東晉末年至南北朝初期的軍事家、政治家，南北朝時期劉宋的開國皇帝。劉裕出身貧寒，最初為北府將領孫無終的司馬，在孫恩之亂中初露軍事才能，及後更發起義軍擊敗篡位的桓玄，恢復東晉政權，再次扶持晉安帝上位，獲得極高名望，不久之後掌握朝政大權。
劉裕趁南燕内讧之际而出兵滅燕，隨後又平定了盧循之亂，并消滅了劉毅、諸葛長民及司馬休之等異己，鞏固了自己在東晉國內的地位。接著他又借後秦内乱之际而出师北伐，收復了洛陽及關中長安地區，受封宋公並得九錫，後來又進爵宋王，最终迫使晋帝禅位，篡夺了東晉政權，建立劉宋，正式開始了南北朝時代。

## 生平

### 早年生活
劉裕家族在早年隨晉室南渡，長居京口（今江蘇鎮江市），《宋書》說他是漢高祖劉邦的弟弟楚王劉交第二十一世孫。《魏書》則猜測其祖先可能姓項。劉裕於興寧元年三月壬寅日（363年4月16日）出生，其時家境貧苦，母親更因分娩後疾病去世，父親劉翹無力請乳母給劉裕哺乳，一度打算拋棄他，只因劉懷敬之母伸出援手，養育劉裕，才得以活下來。刘裕长大后，“雄杰有大度”，身高七尺六寸，风骨奇伟，不拘小节。劉裕早年曾以賣鞋为生，但卻又常賭博樗蒲，傾盡家財，遭鄉里賤視，亦因不修品行而不為當世人們所賞識。不过，刘裕才能出眾，且有大志，當時出身琅琊王氏的王謐就十分敬重他，更曾向他說：「你應當會成為一代英雄。」

### 投戎建功
劉裕及後從軍，最初就任北府軍將領、冠軍將軍孫無終的司馬。隆安三年（399年），孫恩起兵反抗晉朝，自海島攻下會稽，三吳各郡皆響應他，孫恩之亂由而爆發。另一北府將領、前將軍劉牢之率軍鎮壓，當時他就請了劉裕參府軍事。
當時劉裕奉命率數十人去偵察敵軍，卻遇上數千人的敵軍並發生戰鬥，雖然所帶的人大多戰死了，但劉裕仍揮動長刀抵抗，殺傷多人。劉牢之之子劉敬宣派兵搜尋劉裕，見劉裕獨力抵抗，都讚歎劉裕的能力，並率軍進攻，俘殺一千多人。不久諸軍擊敗孫恩各軍，又攻下會稽郡治所山陰（今浙江紹興市），令孫恩退回海島。
次年（400年）五月，孫恩再襲會稽，殺害駐鎮會稽的謝琰，至十一月時劉牢之率軍前往才擊退孫恩。劉牢之及後命劉裕守句章（今浙江寧波市）。當時句章城小兵弱，而劉裕就常做好作戰準備。翌年（401年）二月孫恩就率眾自浹口（今浙江鎮海）進攻句章，而劉裕就身先士卒，每戰都摧其鋒銳，致令孫恩無法攻下句章，反為劉牢之所敗。三月，孫恩轉戰海鹽（今浙江海鹽縣），劉裕跟隨其進攻方向，於海鹽築城抵抗，又大敗來攻的孫恩。
孫恩後循海路至丹徒（今江蘇鎮江市丹徒區），劉裕率不足千人的部隊趕路，與孫恩同時趕至。當時劉裕軍隊疲累，丹徒守軍亦無鬥志，但面對孫恩來襲，劉裕仍能率眾大敗對方，逼其狼狽登船撤離岸上。孫恩不久轉屯郁洲（今江蘇灌雲縣東北），朝廷以劉裕為建武將軍、下邳太守，討伐孫恩，多次交戰後大破對方，令其勢力轉弱而南撤。劉裕接著追擊，又再敗孫恩，令其再度逃到海島。次年孫恩就被消滅。

### 建義討桓
元興元年（402年），驃騎大將軍司馬元顯下令討伐荊州刺史桓玄，並以劉牢之為前鋒。桓玄率軍兵臨建康時，劉裕請求進攻，但劉牢之不肯，反而想叛歸桓玄。劉裕當時與何無忌極力諫止但都無效，劉牢之終向桓玄請降，桓玄亦順利消滅司馬元顯的勢力，掌握朝政。
事後桓玄調劉牢之為會稽內史以削其軍權，劉牢之圖據廣陵（今江蘇揚州市）叛桓玄，但劉裕認為人心已去，事必不成而拒絕與劉牢之合作，最終劉牢之因失去僚屬的支持而自殺。桓脩後以劉裕為其中兵參軍，並於同年參與討伐統領孫恩餘黨的盧循、徐道覆。當時桓玄诛殺了多名北府舊將，但劉裕仍領兵討伐盧循部眾，更獲加任彭城內史。及至桓玄篡位後次年（404年），劉裕跟從桓脩入朝建康，桓玄亦十分賞識他，出遊都殷勤接引，賞賜亦甚為豐厚。當時桓玄皇后劉氏就勸桓玄除去劉裕，但桓玄仍圖借助劉裕攻略中原，拒絕加害。
早在劉牢之失敗之時，劉裕就向何無忌說：「桓玄若果守著臣子的忠節，就應與你輔助他；否則，就要與你對付他。」及至劉裕入朝後回到京口，就與何無忌、劉毅、孟昶、諸葛長民、王叡等人合謀舉兵討伐桓玄，並準備在京口、廣陵、歷陽（今安徽和縣）及建康（今江蘇南京市）四地同時起兵。元興三年二月乙卯（404年3月24日），劉裕託詞遊獵而外出募眾，終得百多人。次日（3月25日）早上起兵，何無忌殺桓脩，當時桓脩司馬刁弘率眾前來，劉裕則假稱江州刺史郭昶之已在尋陽（今江西九江市）迎晉安帝復位，桓玄更已被處決，自己只是奉密詔誅除桓氏叛黨。刁弘信以為真，劉裕不久就誅除刁弘，控制了京口。同時孟昶等亦成功控制了廣陵，並率眾至京口與劉裕會合，劉裕獲眾人推舉為盟主，總督徐州事，並於次日（3月26日）起兵進攻建康。
桓玄先派吳甫之及皇甫敷抵抗劉裕，劉裕先於江乘（今江蘇句容北）殺吳甫之，至江乘以南的羅落橋時奮力作戰，又殺皇甫敷，繼續進攻。三月己未日（3月28日），劉裕進攻覆舟山，並命弱兵登山，持著旗幟分道而行，營造四周皆有士兵，數量很多的假象；而又因桓玄守軍大多是北府軍出身，面對劉裕都沒有鬥志，劉裕於是與諸軍進攻，順利以火攻擊潰桓玄守軍，而桓玄亦棄城西逃。
劉裕於三月壬戌日（3月31日）獲王謐等人推舉為使持節、都督揚兗豫青冀幽并八州諸軍事、鎮軍將軍，徐州刺史。不久，劉裕奉武陵王司馬遵承制總百官行事。劉裕在進建康城後派諸將追擊桓玄，終於當年六月誅殺了桓玄，並讓在江陵（今湖北江陵）的晉安帝復位。然而，桓氏勢力仍在荊州盤據，並反攻江陵，直至義熙元年（405年）才再收復江陵，驅逐當地桓氏勢力，並自江陵迎晉安帝回建康，不久劉裕就還鎮丹徒。
義熙二年（406年），劉裕因功受封為豫章郡公。義熙四年正月（408年），因上年年末揚州刺史、錄尚書事王謐去世，劉裕聽從劉穆之的勸言入朝議繼任人選，終獲授侍中、車騎將軍、開府儀同三司、揚州刺史、錄尚書事、徐兗二州刺史，入掌朝政大權。

### 平定盧循
盧循、徐道覆趁劉裕領兵在外，於義熙六年（410年）起兵，進攻江州。當時朝廷急徵劉裕，而當時劉裕剛滅南燕，收到詔書就撤還建康。劉裕至山陽（今江蘇淮安市）時知江州刺史何無忌已戰死，於是加速回防建康，並於四月趕至。五月，豫州刺史劉毅大敗給盧循，盧循繼續東下，而劉裕當時就招募兵眾，修治石頭城並於當地聚兵。不過，由於劉裕急急南返，士卒多有傷病，而建康兵力亦不過千人，面對有十多萬人的盧循大軍顯得實力懸殊，然而劉裕堅決不肯接受諸葛長民及孟昶奉安帝北歸廣陵避敵的建議，決意死戰。
盧循軍到後停駐蔡洲（今江蘇江寧縣西南江中），劉裕就以木柵阻斷石頭城及淮口，修治越城（今江寧縣南）並建查浦、藥園、廷尉三個堡壘，分兵戍守以禦盧循，盧循曾分疑兵進攻白石及查浦，自率大軍進攻丹陽郡，但都沒有取勝，而且在各縣中都無法搶掠到物資，被逼於七月退兵江州。同年十月，劉裕率劉藩、檀韶、劉敬宣等人進攻盧循，並於十二月以火攻擊敗盧循船隊。盧循敗後試圖於左里（今鄱陽湖口）擋住劉裕，但劉裕率軍奮戰，盧循軍無法阻擋而大敗，盧循因而南逃廣州。劉裕早於盧循撤出蔡洲後就已派了孫處及沈田子經海路攻佔了盧循根據地番禺，盧循敗逃廣州後於義熙七年（411年）又於廣州敗於沈田子等人，終在交州被刺史杜慧度所殺。

### 誅除異己
劉裕於義熙七年（411年）班師回到建康，並受太尉、中書監職位。次年（412年）四月，劉裕以劉毅為荊州刺史。劉毅自以能力不亞於劉裕，甚不服在劉裕以下，他亦得朝中有名望人士歸心交結，故此遷鎮荊州時就將大部分豫州府屬及江州萬多人的軍隊都帶去荊州，到任後又重新調度荊州郡縣首長，更以患病為由請堂弟劉藩去做他副手。劉裕知其有異心，於是假意答允其請求，但就乘劉藩自兗州治所廣陵入朝時就指稱他與謝混圖謀不軌，將二人賜死，接著就率軍自建康出發討伐劉毅。劉裕派王鎮惡為前鋒，沿路聲言是劉藩前來去騙倒各戍和民眾，直至江陵城外五六里時才被發現，但已趕在劉毅關閉城門前率兵入城，並在城內作戰。城中民眾知劉裕在率軍前來都十分驚恐，劉毅不敵王鎮惡，唯有出逃，並於牛牧寺自殺。劉裕隨後來到江陵，誅殺了劉毅親信郗僧施，消滅了劉毅勢力。
劉裕征劉毅時以諸葛長民留守府事，但諸葛長民見劉毅敗死，自己亦深感不安，更意圖作亂，劉裕回建康時故意拖慢進度，讓等待迎接他的諸葛長民及其他官員接連幾日都等不到劉裕。劉裕卻乘輕舟快快進城，進入了官邸東府。諸葛長民知道劉裕突然回來了，於是拜訪，劉裕暗中命壯士丁旿埋伏，故意和諸葛長民閒話家常，乘諸葛長民警覺性下降時命丁旿將其殺死，接著又誅殺了長民弟諸葛黎民等人。劉裕接著就加鎮西將軍、豫州刺史，接掌諸葛長民的原職。清除京口武將中的異己勢力之後，劉裕在412年底發動晉滅譙蜀之戰，隔年（413年）西征主將朱齡石成功滅譙蜀，使劉裕加授羽葆、鼓吹及班劍二十人。
412年征討劉毅時，劉裕以晉宗室司馬休之接任荊州刺史。司馬休之頗得當地人心，劉裕懷疑他別有用心想自立；在義熙十年（414年），其子司馬文思又在建康招集輕俠，令劉裕十分厭惡，司馬文思終因被揭發殺害官吏而被捕，劉裕誅殺其黨眾而免文思死，反送他到司馬休之那裏，要他親自教誨他，實質就是要司馬休之將其處死。然而，司馬休之並沒有殺文思，只是上表廢掉文思的譙王爵位，並寫信向劉裕道歉。這舉動令劉裕對其大感不滿，立刻就命江州刺史孟懷玉戒備，準備先下手為強。
義熙十一年（415年），劉裕殺了司馬休之在建康的次子司馬文寶及侄兒司馬文祖，並出兵討伐司馬休之，自加黃鉞，領荊州刺史。司馬休之則上表劉裕罪狀，派兵抵抗；當時雍州刺史魯宗之自感不被劉裕所容，故與司馬休之聯結。劉裕前鋒徐逵之初戰敗於魯軌，眾將除蒯恩外皆戰死，劉裕大怒。然而當他到時，魯軌及司馬文思率軍在懸岸峭壁上列陣，令劉裕難以登岸，胡藩當時就冒險攀登，司馬文思等竟不能抵擋，劉裕就乘對方後撤的機會登岸進攻，終擊潰司馬休之的軍隊，攻下江陵，司馬休之及魯宗之北投後秦。
劉裕在消滅司馬休之後獲劍履上殿、入朝不趨、贊拜不名的崇禮，次年（416年）正月更獲加領平北將軍、兗州刺史、都督南秦州諸軍事，至此其一人已經都督徐州、南徐、豫、南豫、兗、南兗、青、冀、幽、弁、司、郢、荊、江、湘、雍、梁、益、寧、交、廣、南秦共二十二州。

### 两度北伐
在魏晋十六国时期，东晋虽偏安江南，却始终没有放弃收复中原等漢地北部地區，所以屡次发动北伐战争。后秦、南燕出于内乱而败亡；公元397年北魏军攻下中山，后燕官吏兵投降两万余人，后燕的疆域被切断为南燕和北燕二部，405年南燕又发生政变；416年姚兴卒，后秦内乱不断，镇守蒲坂和岭北的姚懿、姚恢先后率叛军进攻长安。刘裕趁后秦、南燕内乱之际，乘机出兵，并一举攻灭。这次收复中原的版图之多，是东晋历次北伐中最成功、影响最深远的一次，也是以前的多次北伐都无法与之比拟的。

#### 消滅南燕

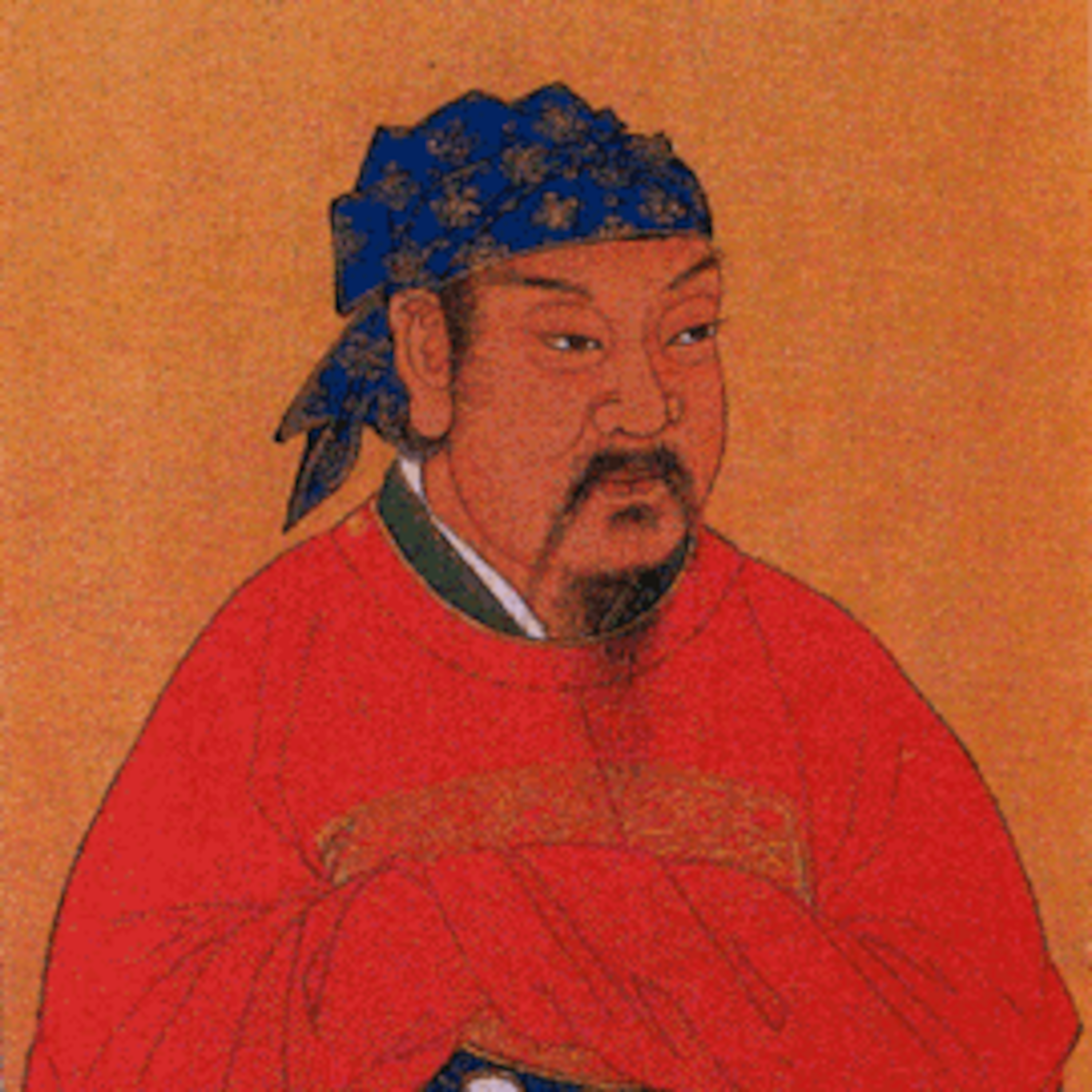
劉裕像

義熙五年（409年），南燕皇帝慕容超因為缺乏太樂伎人，派兵侵略淮北的宿豫城（今江蘇宿遷縣東南），大掠民眾北歸。及後又派兵進攻淮北，擄去陽平和濟南兩郡太守，俘擄千多家。
劉裕因此上表北伐，並於同年四月出發。當時劉裕認為燕軍短視，不會據守大峴山（今山東臨朐縣東南）天險並堅壁清野，只會進據臨朐（今山東臨朐縣），退守都城廣固（今山東青州市），而當時南燕軍的行動亦果然如此。慕容超知晉軍過了大峴山就親自率軍到臨朐，劉裕前鋒先於巨蔑水擊退燕軍，接著攻臨朐城。晉燕兩軍於臨朐以南作戰，胡藩獻計出奇兵突襲臨朐城內，最終成功攻克，慕容超倉皇自城中逃至城南大軍那裏，而此時劉裕命軍隊進攻，大敗燕軍並斬殺其十多名大將，慕容超於是逃回廣固。劉裕接著乘勝追擊至廣固，並成功攻克其外城。慕容超據守小城抵抗，劉裕就築圍圍困廣固。劉裕圍城戰爭一直維持至次年二月才攻下廣固，並俘殺慕容超，滅了南燕。

#### 北伐關中
劉裕在當日平滅南燕後就已經有攻略後秦的打算，只因盧循作亂才逼令他班師建康，而劉裕在消滅了國內主要異己後，又再重拾昔日計劃。劉裕在獲加督至二十二州後月餘，又獲加中外大都督，解徐兗二州刺史而改領司、豫二州刺史，並奉琅琊王司馬德文北伐，打著晉朝皇室旗號安撫北方漢人。至五月又加北雍州刺史。終在八月，劉裕正式自建康出兵，進軍至彭城（今江蘇徐州市）後又加北徐州刺史。十月，劉裕所派的檀道濟等進攻洛陽（今河南洛陽市），守將姚洸出降，成功收復洛陽。
次年（417年）正月，劉裕自彭城率水軍西進，進入黃河。劉裕一直進軍至潼關，命王鎮惡率軍經渭河進攻後秦都城長安（今陝西西安市），王鎮惡於渭橋大敗姚丕，姚泓所率的軍隊亦因遭姚丕敗兵踐踏而潰亂，最終姚泓於八月出降，後秦滅亡。劉裕於次月到達長安，大賞將士並誅殺歸降的後秦宗室姚璞、姚讚及其百多名宗族。
同年十一月，留守建康的劉穆之去世，當時劉裕還想以長安做基地進攻西北北涼等國，只是諸將都思鄉，大多都不想留下；劉裕向來倚重的劉穆之去世更令他覺得建康根本之地已空虛無靠，於是下了決心班師東歸。劉裕於是留了當時僅得十一歲的次子劉義真鎮守長安，並留下王鎮惡、王脩、沈田子、毛德祖等將領協助他。當地人民知道劉裕要走都向他哭訴，希望他回心轉意，然而劉裕去意已決，還是在當年十二月出發離開。
然而，劉裕走後次年，諸將內訌，沈田子殺王鎮惡，王脩殺沈田子，而劉義真又在諸將唆擺下命人殺害王脩，於是關中大亂，夏國乘機進攻關中，劉裕唯有召還劉義真，派朱齡石等代鎮長安，更指令若關中不能守下去就可放棄。最終晉軍還是撤出長安，關中地區遭夏國佔領。

### 篡晋建宋
義熙十四年（418年），劉裕接受相國、總百揆、揚州牧的官職，以十郡建「宋國」，受封為宋公，並接受九錫的特殊禮待。同年，劉裕命令中書侍郎王韶之與晉安帝左右侍從密謀以毒酒毒殺安帝，王韶之於是乘司馬德文因病出宮的機會下手，縊殺安帝。當時劉裕因為相信預言書說：「昌明（晉孝武帝）之後尚有二帝」，於是聲稱依照遺詔，立了司馬德文為皇帝，即晉恭帝。
元熙元年（419年），劉裕進爵為宋王，又加十郡增益宋國，令宋國包括了二十郡。年末劉裕又獲加皇帝規格的的十二旒冕、天子旌旗等一系列特殊禮待。元熙二年（420年），劉裕入輔，傅亮知劉裕想要晉恭帝禪讓帝位予他但難於啓齒，於是代為向恭帝暗示，恭帝於是在六月禪讓帝位給劉裕，東晉滅亡，劉裕即位為帝，改國號為「宋」，改元永初。劉裕在稱帝之後，為了斬草除根，還殺掉了恭帝。
此行為可謂劉裕一生中一個汙點，因為其行為開啟了前朝遜位之主不得善終之先（新朝王莽之於西漢孺子嬰、曹魏文帝曹丕之於東漢獻帝劉協、西晉武帝司馬炎之於曹魏元帝曹奐，都沒有加害前朝末主），至此，南朝末主除了陳後主陳叔寶其亡國非遭逢篡位外，全都被改朝換代的新主所殺。
永初三年（422年），劉裕患病，五月病重時遺命司空徐羨之、尚書僕射傅亮、領軍將軍謝晦及護軍將軍檀道濟四人為顧命大臣，輔助太子劉義符。劉裕於五月癸亥日（6月26日）去世，享年六十歲。
刘裕称帝之后，将亡妻臧爱亲神牌供入太庙为天子七庙之一，令其成为中国历史上首个女庙主。刘裕此举因不合礼法受到后世讥讽。王鸣盛指出这是刘裕意在让自己死后得到太祖庙号。但刘裕未能如愿，他最后的庙号为高祖（太祖的廟號則是被其第三子劉義隆所獲得），諡為武皇帝，葬在初寧陵（今江蘇南京紫金山）。

## 為政措施
刘裕自他繼王謐以錄尚書事掌權起直至其去世，一直掌握著東晉以及南朝宋的軍政大權，曾对当时积弊已久的政治、经济状况有所整顿。
- 門閥士族兼併土地的行為令百姓流離失所，無法保護其產業，劉裕則一改東晉以來對這種事寬鬆的規管，重訂規管並展示公眾，大大抑制了門閥豪強的兼并行為。及至會稽虞氏的虞亮藏匿一千多名脫離戶籍逃亡的人，劉裕將之處死，連時任會稽內史的司馬休之也遭免官。另劉裕又針對當時門閥豪強私佔山澤，人民去砍柴釣魚都受限制的問題，禁止豪強這種行為。刁氏一族向來富有，奴客亦多，在其宗族桓玄敗死後被誅滅時，劉裕亦將刁家的資產都分發給人民，讓人們按己力取用，賑濟當時處於饑荒及戰亂中的人民[參 19]。劉裕亦於義熙九年（413年）將臨沂、湖熟原屬皇后所有，用來資助其化妝品開銷的田地分配給窮人[參 20]。如此削奪了世族以及皇室的私產，用來資濟人民。即位為帝後更派大使巡行四方，舉善旌賢，訪問民間疾苦[參 21]。
- 劉裕選才用人不重門第而重其才能，故對於寒門出身的劉穆之一直予以重任，在收復建康後讓他主持政局，大改官場之風，及至在劉裕領兵在外時更讓其主掌中樞重任。劉裕在晉時見州郡推薦的很多秀才、孝廉水準都不合要求，於是上請申明舊制，以策試考核他們。至登位後更曾到延賢堂為各秀才、孝廉作策試。而曾與劉裕起兵討伐桓玄的魏順之在盧循之亂時因為不敢救援部將謝寶，反倒退卻；魏順之雖為功臣，亦是魏詠之的弟弟，但劉裕大怒之下仍將其處死，此舉亦震懾其他桓玄之役中的功臣，都聽籨其命令。
- 劉裕於義熙九年（413年）再度實行土斷，各地人民依界土斷，只有僑居於晉陵的徐、兗、青三州人民不受影響，而當時很多僑郡僑縣都在這次土斷中被裁撤，重新整理了全國戶籍，便利於統計藏匿人口及增加賦稅收入。永初元年（420年），劉裕更下令所有逃避戶籍的人只要在限期內自首就能獲赦，並免去他們兩年的租賦，但凡有黃籍或證明文件的人都可恢復其原籍，再次減少國內藏匿人口。
- 刘裕消滅劉毅後，下令嚴禁荊、江二州地方官吏滥征租税、徭役，规定租税、徭役，都以现存户口为准。凡是州、郡、县的官吏利用官府之名，占据屯田、园地獲利的，皆一律废除。[參 22]劉裕即位後，下令凡宫府需要的物资都要到市場採購，照价给钱，不得向人民征调。又下令官員不可徵去人民車牛，亦不能以官威逼迫人民獻出車牛，另亦將繁多的交易稅項作出減省，便利市場商業交易。

刘裕对政治、经济的整顿，进一步打击了門閥士族的势力，改善了政治和社会状况，对平民百姓的痛苦亦有所减轻。
而劉裕在建立南朝宋後亦削弱强藩，集权中央，於是限制了荆州州府置將和官吏數額，前者不可多於二千人，後者亦不可多於一萬人；另其他州府置將及官吏數亦不分別不得多於五百人及五千人。为防止权臣擁兵，他特別下诏命不得再別置軍府，宰相領揚州刺史的話可置一千兵。而凡大臣外任要職要需軍隊防衞，或要出兵討伐，一律配以朝廷军队，事情完結後軍隊都需交回朝廷。另劉裕為防外戚亂政，下令有幼主的話都委事宰相，不需太后臨朝。

## 性格特徵
- 劉裕高七尺六寸，氣質奇特。
- 劉裕行軍法令嚴明，軍容齊整，絕不擾民。而他的軍事分析亦常常精準無誤，例如伐南燕時料定燕軍不會據守大峴山抵抗，而慕容超果然否決公孫五樓守大峴的計劃。命令朱齡石征伐西蜀時亦預計敵方會猜測晉軍循內水進攻，必以重兵守涪城，於是指令要從外水進攻，改派疑兵引誘涪城重兵，以圖直取成都。最終亦正如劉裕預計那樣，朱齡石成功繞過涪城重兵，直取成都，獲得勝利[參 23]。
- 在生活上刘裕崇节俭，不爱珍宝，不喜豪华，宫中嫔妃也少。宁州地方官曾经奉献琥珀枕，是无价之宝，他不稀罕。在出征後秦时，有人说琥珀能够治疗伤口，他就命人将它砸碎，分给将领作为治伤药。平定关中後，他得到了美女姚氏（後秦天王姚興的姪女），十分宠爱。臣下谢晦劝谏他不要因女色而荒废政务，他当晚就将姚氏送出宫去。後來劉裕進封宋公，東西堂將要放置以金塗釘釘製的局腳牀，但劉裕以節為由而改用鐵釘釘製的直腳牀。又一次廣州進貢一匹筒細布，劉裕因其過於精巧瑰麗，製作必定擾民，故此下令彈劾獻布那郡的太守，將布匹送還並下令禁止再製作這種布。劉裕因患有熱病，常常要有冰冷的物件去降溫，於是有人就獻上石床。劉裕躺上冰冷的石床，感到十分舒服，但又感木牀已經很耗人力，大石頭要磨成牀就更甚了，於是下令將石床砸毀。劉裕更加下令將自己昔日的農具收起，留給後人。其子宋文帝一次看見，得知內情後大感慚愧。而其孫宋孝武帝拆毀劉裕生前的臥室而建玉燭殿，發現牀頭上有土帳，牆上掛著葛布製的燈籠及麻製蠅拂，袁顗稱許劉裕有儉素之德，但孝武帝沒有說甚麼，只說：「老農夫有這些東西，已經過於富裕了。」
- 劉裕不擅文才，故劉毅曾在宴會中特地賦詩：「六國多雄士，正始出風流」特意展示其文學造詣勝過劉裕[參 24]。劉裕書法亦差，曾被劉穆之規勸，並在其指示下改寫大字[參 25]。
- 劉裕不信神祇，登位後更曾下令將民間廟宇拆毀，只有先賢以及以有勳德的人的廟祠才得豁免。劉裕去世前患病，群臣上請劉裕祈求神祇庇佑，但劉裕不接受，只派了謝方明去太廟告知祖先。
- 劉裕重恩惡仇，對其有恩者必有回報，對其有仇者也會毫不留情; 昔日劉裕曾欠下刁逵三萬錢，無力償還，被刁逵抓著，王謐則去見刁逵，並替劉裕償還欠款，劉裕才得釋放；而當時劉裕既無名聲亦貧賤，不被其他具名望人士看重，唯有王謐去與他結交。王謐後在桓玄篡位時奉天子玉璽及冊文給桓玄，在桓楚任司徒，更獲封公爵，甚為禮侍[參 26]。劉裕義軍攻下建康後，王謐仍任司徒，領揚州刺史、錄尚書事，但王謐既因在桓楚任高職，甚得寵待，故很不安心，最終出奔。然而劉裕沒有向王謐問罪，並念及昔日恩情，請武陵王司馬遵追還王謐，並讓其官復原職。而昔日為其債主的刁逵，在桓楚任豫州刺史，並為桓玄收捕起義失敗的諸葛長民。他在桓玄敗後出奔，終被部下抓住，可是刁氏一族接著卻遭誅殺，只有刁聘獲赦，然而不久刁聘亦因謀反而被誅，令刁氏族滅。

## 逸事
- 傳說劉裕出生時有神光照亮室內，當晚還降甘露。[參 27]
- 劉裕曾到京口竹林寺，並獨自躺臥在寺內講堂內。一眾僧人竟看見他上面有五色龍形物體出現，大感吃驚並告知劉裕，劉裕則十分高興起說：「僧人是不會說謊的。」[參 28]
- 有言曲阿、丹徒有天子之氣，而劉翹的墓就在丹徒，當時一個叫孔恭的人擅長占卜墓穴吉凶，劉裕一次就在父親墓前問孔恭，孔恭就言那是不平凡的墓地。劉裕聽後更為自負。更劉裕又覺得身邊總有兩條小龍，連旁人也曾看見過，至劉裕名聲漸高時，小龍也變大了。
- 傳說劉裕一次去伐木砍柴，射傷了一條大蛇。翌日再去時卻聽見有杵臼搗藥的聲音，發現有幾個小童正在製藥。劉裕於是問他們為何要製藥，小童則答：「我們的王被劉寄奴射傷，所以要製藥醫治。」劉裕追問：「你們的王既有神通，為何不殺了他？」小童卻答：「劉寄奴是王者，不可以殺。」劉裕喝跑了小童，拿走他們的藥。後來一次到下邳遊玩，一個僧人向他說：「江南地區會有動亂，令此地安定的人就是你呀。」僧人又給了劉裕一些傷藥，接著就失去了蹤影。劉裕手部有傷患，一直都無法痊癒，但用了僧人的藥一次後卻痊癒了。劉裕於是視剩餘的的傷藥及當日在小童那裏的藥為珍寶，每次受了傷，用那些藥都能醫好。
- 盧循譏諷劉裕智窮，劉裕則以續命湯反譏盧循命不長。[參 29]

## 後世評論
- 劉裕是兩晉南北朝時期最卓越的軍事統帥之一。劉裕在不到二十年時間裡，對內平息戰亂，先後平定孫恩、盧循的叛亂，消滅桓玄、劉毅等軍事集團；對外致力於北伐，取譙蜀、滅南燕、破後秦，從一名普通軍人成長為名垂青史的軍事統帥，取得世人矚目的成就，更徹底改變晋朝政權對征服漢地北部的塞外各民族一直處於被動的局面。北魏謀臣崔浩在評價劉裕時說：「劉裕奮起寒微，不階尺土，討滅桓玄，興復晉室，北擒慕容超，南梟盧循，所向無前，非其才之過人，安能如是乎！」[參 30]崔浩亦說：「劉裕之平禍亂，司馬德宗之曹操也。」何去非在《備論》中也說：「宋武帝以英特之姿，攘袂而起，平靈寶于舊楚，定劉毅于荊豫，滅南燕于二齊，克譙縱於庸蜀，殄盧循於交廣，西執姚泓而滅後秦，蓋舉無遺策而天下憚服矣。北方之寇，獨關東之拓跋，隴北之赫連耳。方其入關，魏人雖強，不敢南指西顧以議其後。」《南史》評論說：「宋武地非齊、晉，眾無一旅，曾不浹旬，夷凶翦暴，誅內清外，功格上下。若夫樂推所歸，謳歌所集，校之魏、晉，可謂收其實矣。」
- 劉裕的軍事生涯，指揮無數次作戰，最大特點是以少勝多，而且作戰中常身先士卒，所以能夠贏得廣大將士尊敬。劉裕北伐是中國戰爭史上最成功的北伐之一，成就不但遠較以前東晉各次北伐高，中國歷史上僅次於朱元璋，所以辛棄疾用「金戈鐵馬，氣吞萬里如虎」的詩句來形容劉裕北伐時的氣勢。司马光叙述刘裕北伐成功后匆忙东归，关中复失时，大发感叹：「惜乎，百年之寇，千里之土，得之艰难，失之造次，使丰、鄗之都复输寇手。荀子曰：『兼并易能也，坚凝之难。』信哉。」而王夫之直指劉裕是為了急急篡位而放棄關中，說：「刘裕灭姚秦，欲留长安经略西北，不果而归，而中原遂终于沦没。史称将佐思归，裕之饰说也。王、沈、毛、傅之獨留，豈繄不有思歸之念乎？西征之士，一歲而已，非久役也。新破人國，子女玉帛足系其心，梟雄者豈必故土之安乎？固知欲留經略者，裕之初志，而造次東歸者，裕之轉念也。夫裕欲归而急于篡，固其情已。」但王夫之仍然肯定了「然使裕據關中，撫雒陽，捍拓拔嗣而營河北，拒屈丐而固秦雍，平沮渠蒙遜而收隴右，勛愈大，威愈張，晉之天下其將安往？曹丕在鄴，而漢獻遙奉以璽綬，奚必反建康以面受之於晉廷乎？蓋裕之北伐，非徒示威以逼主攘夺，而无志于中原者，青泥既败，长安失守，登高北望，慨然流涕，志欲再举，止之者謝晦、鄭鮮之也。蓋當日之貪佐命以弋利祿者，既無遠志，抑無定情，裕欲孤行其志而不得，則急遽以行篡弒，裕之初心亦絀矣。」他还稱刘裕「為功于天下，烈于曹操，而其植人才以贊成其大計，不如操遠矣。操方舉事據兗州，他務未遑，而亟于用人；逮其後而丕與叡猶多得剛直明敏之才，以匡其闕失。」显然也包括了对刘裕北伐成功的肯定。「裕起自寒微，以敢戰立功名，而雄俠自喜，與士大夫之臭味不親，故胡藩言：一談一詠，搢紳之士輻湊歸之、不如劉毅。當時在廷之士，無有為裕心腹者，孤恃一機巧汰縱之劉穆之，而又死矣；傅亮、徐羡之、謝晦，皆輕躁而無定情者也。孤危遠處于外，求以制朝廷而遙授以天下也，既不可得，且有反面相距之憂，此裕所以汔濟濡尾而僅以偏安艸竊終也。當代無才，而裕又無馭才之道也。身殂而弒奪興，況望其能相佐以成底定之功哉？曹操之所以得志于天下，而待其子始篡者，得人故也。豈徒奸雄為然乎？聖人以仁義取天下，亦視其人而已矣。」
- 呂思勉則認為，劉裕急急篡位的說法只是史家附會王買德的話[參 31]，說：「宋武代晉，在當日，業已勢如振槁，即無關、洛之績，豈慮無成？苟其急於圖，篡平司馬休之後，逕篡可矣，何必多伐秦一舉？武帝之於異己，雖云肆意翦除，亦特其庸中佼佼者耳，反之子必尚多。劉穆之死，後路無所付託，設有竊發，得不更詒大局之憂？欲攘外者必先安內，則武帝之南歸，亦不得訾其專為私計心也。義真雖云年少，留西之精兵良將，不為不多。王鎮惡之死，在正月十四日（應為十五），而勃勃之圖長安，仍歷三時而後克，可見兵力實非不足。長安之陷，其關鍵，全在王脩之死。義真之信讒，庸非始料所及，此尤不容苟責者也。」[參 32]
- 劉裕在對待刁逵及王謐截然不同的態度，招來了不少批評，南朝梁湘東世子蕭方等就曾言：「夫蛟龍潛伏，魚蝦褻之。是以漢高赦雍齒，魏武赦梁鵠，安可以布衣之嫌而成萬乘之隙也！今王謐為公，刁逵亡族，醻恩報怨，何其狹哉。」裴子野亦言：「刁逵，玄之爪牙；王謐，楚之上相，論逆則王重，定罪則逵輕。稚遠以舊德錄萬機，長民以宿憾夷七族，以為晉政偏頗甚矣！且神龍伏於罟網，漁者安知其靈化；霸王匿於人庶，庸夫何以悟其英雄！苟在不悟則驕之者，眾可勝怨乎？是知宋高祖之非弘亮也，同盟多貮宜乎哉！」
- 劉裕攻下南燕都城廣固後，因為怨恨城池久久不下，故此意圖將城內人民全部坑殺，並將其妻女賞賜給將士，只因韓範勸止才不實行，但仍然盡殺南燕王公共三千人，並抄沒萬餘人。此意圖亦招來司馬光批評：「晉自濟江以來，威靈不競，戎狄橫騖，虎噬中原。劉裕始以王師翦平東夏，不於此際旌禮賢俊，忍撫疲民，宣愷悌之風，滌殘穢之政，使群士嚮風，遺黎企踵，而更恣行屠戮以快忿心；迹其施設，曾苻、姚之不如，宜其不能蕩壹四海，成美大之業，豈非雖有智勇而無仁義使之然哉！」
- 王夫之在《读通鉴论》评论刘裕：“宋武兴，东灭慕容超，西灭姚泓，拓跋嗣、赫连勃勃敛迹而穴处。自刘渊称乱以来，祖逖、庾翼、桓温、谢安经营百年而无能及此。后乎此者，二萧、陈氏无尺土之展，而浸以削亡。然则永嘉以降，仅延中国生人之气者，唯刘氏耳。舉晉人坐失之中原，責宋以不蕩平，沒其撻伐之功而黜之，亦大不平矣。君天下者，道也，非勢也。如以勢而已矣，則東周之季，荊、吳、徐、越割土稱王，遂將黜周以與之一等；而嬴政統一六寓，賢于五帝、三王也遠矣。拓拔氏安得抗宋而與並肩哉？唐臣隋矣，宋臣周矣，其樂推以為正者，一天下爾。以義則假禪之名，以篡而與劉宋奚擇焉？中原喪于司馬氏之手，且愛其如綫之緒以存之；徒不念中華冠帶之區，而忍割南北為華、夷之界乎？半以委匪類而使為君，顧抑撻伐有功之主以不與唐、宋等倫哉？汉之后，唐之前，唯宋室犹可以为中国主也。”

## 家庭

### 先祖
- 劉交，漢朝太上皇劉太公之四子，漢高祖劉邦之弟，封楚王，諡號楚元王，漢文帝元年卒

### 父母

#### 父
- 宋孝帝劉翹，東晉彭城郡功曹

#### 母
- 孝穆皇后趙安宗
- 孝懿皇后萧文寿（繼母）

### 兄弟
- 劉道鄰，劉裕二弟，封長沙王，官至太尉
- 劉道規，劉裕三弟，晉南郡公，官至征西大將軍，劉裕篡晉前去世，獲追封臨川王

### 妻妾
- 妻子
  - 武敬皇后臧愛親，生劉興弟，結髮之妻，後追贈豫章公夫人、武敬皇后
- 妾室
  - 夫人张氏，生劉義符、劉惠媛，後為皇太后、營陽王太妃
  - 孫修華，生劉義真
  - 章皇太后胡道安，生劉義隆，後追贈婕妤、皇太后
  - 王修容，生劉義康
  - 袁美人，生劉義恭
  - 呂美人，生劉義季
  - 孫美人，生劉義宣
  - 符修仪，生广德公主
  - 姚氏，姚兴从女[參 33]

### 子女

#### 子
1. 刘义符，宋少帝，晉時為劉裕世子，劉裕篡位後為皇太子，並在其死後繼位，不久被輔政的徐羨之等人廢黜為營陽王，隨後被殺。
2. 刘义真，晉封桂阳公，宋時封庐陵王，官至司徒，少帝時被徐羨之等廢為庶人，不久被殺，后被追复。
3. 刘义隆，宋文帝，晉時封彭城公，宋時封宜都王，官至鎮西將軍、荊州刺史。受徐羨之推舉為帝。
4. 刘义康，封彭城王，官至司徒、錄尚書事、領揚州刺史，執掌朝政，但後來被貶處江州，更因范曄謀反之事被廢為庶人。後又因胡誕世等人欲奉劉義康謀反而被宋文帝殺害。
5. 刘义恭，封江夏王，官至太宰，宋前廢帝時與柳元景密謀廢帝而被前廢帝肢解殺害。
6. 刘义宣，封南郡王，曾參與討平劉劭弒父自立的事件，官至中書監。後任荊湘二州刺史，起兵謀反事敗被捕，於獄中自殺。
7. 刘义季，封衡陽王，官至征北大將軍，劉義康被廢後酗酒終日，任徐州刺史時即使北魏南侵仍只飲酒。

#### 女
- 劉興弟，劉裕長女，會稽長公主，曾封壽陽公主，嫁徐逵之[參 34][參 35]
- 劉榮男，吳興長公主，嫁王偃[參 36]
- 广德公主。[參 37]
- 宣城公主，嫁周嶠[參 38]
- 新安公主，嫁王景深[參 39]
- 吳郡公主，妹始安公主死後嫁褚湛之為繼室[參 40]
- 富陽公主，嫁徐喬之[參 41]
- 始安公主，嫁褚湛之[參 42]
- 劉惠媛，義興長公主[參 43]
- 劉欣男，劉裕幼女，豫章長公主，先嫁徐喬，後嫁何瑀[參 44]

## 文學作品中的形象
在黃易小說《邊荒傳說》中，劉裕是書中三位主角之一，與另一主角燕飛交好，而和另一主角拓跋珪亦敵亦友。劉裕出場時為北府兵一名斥候，藉淝水之戰中嶄露頭角，並得謝玄賞識，最後成為南方最有權勢的人。雖心愛王淡真，卻因王淡真被家族關係羈絆而未能一起。

## 延伸阅读
[在维基数据编辑]
 《宋書/卷1》，出自沈约《宋书》
 《宋書·卷2》，出自沈约《宋书》
 《宋書·卷3》，出自沈约《宋书》
 《魏書·卷97》，出自魏收《魏书》
 《南史·卷01》，出自李延壽《南史》
 在维基共享资源阅览影像

### 引用
1. ↑  《宋書·符瑞志上》：皇考以高祖生有奇異，名為奇奴。皇妣既殂，養于舅氏，改為寄奴焉。
2. ↑  羅建倫. . 湖南師範大學《中國文學研究》. 2012, (4): 26–29+35.
3. ↑  《宋書·武帝紀上》：「高祖位微於朝，眾無一旅，奮臂草萊之中，倡大義以復皇祚。由是王謐等諸人時失民望，莫不愧而憚焉。」
4. 1 2  《晋书·卷一百二十八》：「初，超自长安行至梁父，慕容法时为兗州，镇南长史悦寿还谓法曰：「『向见北海王子，天资弘雅，神爽高迈，始知天族多奇，玉林皆宝。』法曰：『昔成方遂诈称卫太子，人莫辩之，此复天族乎？』超闻而恚恨，形于言色。法亦怒，处之外馆，由是结憾。及德死，法又不奔丧，超遣使让焉。法常惧祸至，因此遂与慕容钟、段宏等谋反。超知而征之，钟称疾不赴，于是收其党侍中慕容统、右卫慕容根、散骑常侍段封诛之，车裂仆射封嵩于东门之外。」
5. 1 2  《晋书·卷一百十九》：「兴既死，秘不发丧。南阳公姚愔及大将军尹元等谋为乱，泓皆诛之。命其齐公姚恢杀安定太守吕超，恢久乃诛之。泓疑恢有阴谋，恢自是怀贰，阴聚兵甲焉。……泓以内外离叛，王师渐逼，岁旦朝群臣于其前殿，凄然流涕，群臣皆泣。时征北姚恢率安定镇户三万八千，焚烧室宇，以车为方阵，自北雍州趣长安，自称大都督、建义大将军，移檄州郡，欲除君侧之恶。扬威姜纪率众奔之。建节彭完都闻恢将至，弃阴密，奔还长安。恢至新支，姜纪说恢曰：『国家重将在东，京师空虚，公可轻兵径袭，事必克矣。』恢不从，乃南攻郿城。镇西姚谌为恢所败，恢军势弥盛，长安大震。泓驰使征绍，遣姚裕及辅国胡翼度屯于沣西。扶风太守姚隽、安夷护军姚墨蠡、建威姚娥都、扬威彭蚝皆惧而降恢。恢舅苟和时为立节将军，守忠不贰，泓召而谓之曰：『众人咸怀去就，卿何能自安邪？』和曰：『若天纵妖贼，得肆其逆节者，舅甥之理，不待奔驰而加亲。如其罪极逆销，天盈其罚者，守忠执志，臣之体也。违亲叛君，臣之所耻。』泓善其忠恕，加金章紫绶。姚绍率轻骑先赴难，使姚洽、司马国璠将步卒三万赴长安。恢从曲牢进屯杜成，绍与恢相持于灵台。姚赞闻恢渐逼，留宁朔尹雅为弘农太守，守潼关，率诸军还长安。泓谢赞曰：『元子不能崇明德义，导率群下，致祸起萧墙，变自同气，既上负祖宗，亦无颜见诸父。懿始构逆灭亡，恢复拥众内叛，将若之何？」赞曰：「懿等所以敢称兵内侮者，谅由臣等轻弱，无防遏之方故也。』因攘袂大泣曰：『臣与大将军不灭此贼，终不持面复见陛下！』泓于是班赐军士而遣之。恢众见诸军悉集，咸惧而思善，其将齐黄等弃恢而降。恢进军逼绍，赞自后要击，大破之，杀恢及其三弟。」
6. ↑  《宋書》卷1：高祖武皇帝讳裕，字德舆，小名寄奴，彭城县绥舆里人，汉高帝弟楚元王交之后也。交生红懿侯富，富生宗正辟强，辟强生阳城缪侯德，德生阳城节侯安民，安民生阳城厘侯庆忌，庆忌生阳城肃侯岑，岑生宗正平，平生东武城令某，某生东莱太守景，景生明经洽，洽生博士弘，弘生琅邪都尉悝，悝生魏定襄太守某，某生邪城令亮，亮生晋北平太守膺，膺生相国掾熙，熙生开封令旭孙。旭孙生混，始过江，居晋陵郡丹徒县之京口里，官至武原令。混生东安太守靖，靖生郡功曹翘，是为皇考。
7. ↑  《魏書》卷97：岛夷刘裕，字德舆，晋陵丹徒人也。其先不知所出，自云本彭城彭城人，或云本姓项，改为刘氏，然亦莫可寻也，故其与丛亭、安上诸刘了无宗次。
8. ↑  《宋書·后妃傳·孝穆皇后》：「后以產疾殂於丹徒官舍。」
9. ↑  《宋書·劉懷肅傳》：「初，高祖產而皇妣殂，孝皇帝貧薄，無由得乳人，議欲舉高祖。高祖從母生懷敬，未期，乃斷懷敬乳，而自養高祖。」
10. ↑  《魏書·劉裕傳》：「裕家本寒微，住在京口，恆以賣履為業。意氣楚剌，僅識文字，樗蒲傾產，為時賤薄。」
11. ↑  《晉書·王謐傳》：「初，劉裕為布衣，惟謐獨奇貴之，嘗謂裕曰：『卿當為一代英雄。』」
12. ↑  《晉書·安帝紀》：「壬戌，桓玄司徒王謐推劉裕行鎮軍將軍、徐州刺史、都督揚徐兗豫青冀幽並八州諸軍事、假節」《宋書·武帝紀》：「於是推高祖為使持節、都督揚徐兗豫青冀幽并八州諸軍事、領軍將軍、徐州刺史。」《建康實錄·卷十》：「裕都督揚徐等州諸軍事、鎮軍將軍、徐州刺史。」《南史·宋本紀上》：「帝為鎮軍將軍、都督八州諸軍事、徐州刺史、領軍將軍。」
13. ↑  《宋書·劉穆之傳》載劉穆之言：「今朝議如此，宜相酬答，必云在我，厝辭又難。唯應云『神州治本，宰輔崇要，興喪所階，宜加詳擇。此事既大，非可懸論，便暫入朝，共盡同異。』公至京彼必不敢越公更授餘人明矣。」
14. ↑  《晉書·諸葛長民傳》：「（諸葛長民）自以多行無禮，恆懼國憲。及劉毅被誅，長民謂所親曰：『昔年醢彭越，前年殺韓信，禍其至矣！』謀欲爲亂，……長民弟黎民輕狡好利，固勸之曰：『黥彭異體而勢不偏全，劉毅之誅，亦諸葛氏之懼，可因裕未還以圖之。』長民猶豫未發，」
15. ↑  杨铭，论刘裕北伐后秦之战及其历史影响，西南民族大学学报人文社科版，2008年2期。
16. ↑  《建康實錄·卷十》：（元熙元年）秋八月，進劉裕為宋王。
17. ↑  《宋書·褚叔度傳》：及恭帝遜位，居秣陵宮，常懼見禍，與褚后共止一室，慮有酖毒，自煮食於牀前。高祖將殺之，不欲遣人入內，令淡之兄弟視褚后，褚后出別室相見，兵入乃踰垣而入，進藥於恭帝。帝不肯飲，曰：「佛教自殺者不得復人身」。乃以被掩殺之。
18. ↑  《讀通鑒論·卷十五》：宋可以有天下者也，而其為神人之所憤怒者，惡莫烈於弒君。篡之相仍，自曹氏而已然，宋因之耳。弒則自宋倡之。其後相習，而受奪之主必死於兵與酖。
19. ↑  《晉書·刁逵傳》：「子姪無少長皆死，惟小弟聘被宥，為給事中，尋謀反伏誅，刁氏遂滅。刁氏素殷富，奴客縱橫，固吝山澤，為京口之蠹。裕散其資蓄，令百姓稱力而取之，彌日不盡。時天下饑弊，編戶賴之以濟焉。」
20. ↑  《晉書·安帝紀》：「罷臨沂、湖熟皇后脂澤田四十頃，以賜貧人。」
21. ↑  《宋書·禮志二》：「宋武帝永初元年，詔遣大使分行四方，舉善旌賢，問其疾苦。」
22. ↑  《宋書·武帝紀中》載劉裕至江陵時下書：「凡租稅調役，悉宜以見戶為正。州郡縣屯田池塞，諸非軍國所資，利入守宰者，今一切除之。」
23. ↑  《宋書·朱齡石傳》：「高祖與齡石密謀進取：『劉敬宣往年出黃武，無功而退。賊謂我今應從外水而往，而料我當出其不意，猶從內水來也。如此，必以重兵守涪城，以備內道。若向黃武，正陊其計。今以大眾自外水取成都，疑兵出內水，此制敵之奇也。』……譙縱果備內水，使其大將譙道福以重兵戍涪城。」
24. ↑  《晉書·劉毅傳》：「初，裕征盧循，凱歸，帝大宴於西池，有詔賦詩。毅詩云：『六國多雄士，正始出風流』自知武功不競，故示文雅有餘也。」
25. ↑  《宋書·劉穆之傳》：「高祖書素拙，穆之曰：『此雖小事，然宣彼四遠，願公小復留。』高祖既不能厝意，又稟分有在。穆之乃曰：『但縱筆為大字，一字徑尺，無嫌。大既足有所包，且其勢亦美。』」
26. ↑  《晉書·王謐傳》：「及玄將篡，以謐兼太保，奉璽冊詣玄。玄篡，封武昌縣開國公，加班劍二十人。」
27. ↑  太平御覽·卷一百二十八·偏霸部十二·宋·劉裕
28. ↑  景定建康志·巻八
29. ↑  藝文類聚·卷八十七·果部下·益智
30. ↑  《資治通鑑·卷一百一十八·晉紀四十》
31. ↑  《晉書·載記·赫連勃勃傳》載王買德言：「劉裕滅秦，所謂以亂平亂，未有德政以濟蒼生。關中形勝之地，而以弱才小兒守之，非經遠之規也。狼狽而返者，欲速成篡事耳。無暇有意於中原。」
32. ↑  呂思勉《兩晉南北朝史》上海古籍出版社，1983年，三二零至三二一頁
33. ↑  《宋书 卷三 本纪第三 武帝下》上清简寡欲，严整有法度......平关中，得姚兴从女，有盛宠，以之废事。谢晦谏，即时遣出。
34. ↑  《宋書·后妃·武敬皇后傳》：「后適高祖。生會稽宣長公主興弟。」
35. ↑  《宋史·徐湛之傳》：「父逵之，尚高祖長女會稽公主。」
36. ↑  《南史·王偃傳》：「偃尚宋武帝第二女吳興長公主，諱榮男。」
37. ↑  《宋書·禮志二》：「又廣德三公主為所生母符修儀服大功。」
38. ↑  《宋書·周朗傳》：「兄嶠，尚高祖第四女宣城德公主。」
39. ↑  《宋書·王景文傳》：「高祖第五女新安公主先適太原王景深。」
40. ↑  《宋書·褚湛之傳》：「（始安）哀公主薨，復尚高祖第五女吳郡宣公主。」
41. ↑  《宋書·徐羨之傳》：「子喬之，尚高祖第六女富陽公主。」
42. ↑  《宋書·褚湛之傳》：「秀之弟湛之字休玄，尚高祖第七女始安哀公主。」
43. ↑  《宋書·后妃·張夫人傳》：「義熙初，得幸高祖，生少帝，又生義興恭長公主惠媛。」
44. ↑  《宋書·后妃·前廢帝何皇后傳》：「瑀尚高祖少女豫章康長公主諱欣男。公主先適徐喬。」

## 外部連結
- 宋本紀上第一 武帝

| 宋武帝 南朝出生于：363年逝世於：422年 | 宋武帝 南朝出生于：363年逝世於：422年 | 宋武帝 南朝出生于：363年逝世於：422年 |
| 統治者頭銜                            | 統治者頭銜                            | 統治者頭銜                            |
| ------------------------------------- | ------------------------------------- | ------------------------------------- |
| 新頭銜                                | 劉宋皇帝 420年－422年                 | 繼任： 宋少帝 劉義符                  |
| 前任： 晉恭帝 司馬德文                | 中國南部君主 420年－422年             | 繼任： 宋少帝 劉義符                  |